# Cânone Pāli
O Cânone Pāli ou Cânone Páli, também conhecido como Tipitaca ou Tripitaca (do páli ti, "três" + pitaka, "cestos ou canastas"), é a coleção canónica de livros sagrados que compõe o corpo doutrinal da tradição budista Theravada, preservada na língua Páli. É o mais completo dos cânones do Budismo inicial. Provém sobretudo da escola Tamrashatiya.
O cânone divide-se em três pitakas:
- Vinaya Pitaka (vinayapiṭaka)
- Sutta Pitaka ou Suttanta Pitaka
- Abhidhamma Pitaka

## Tripitaka

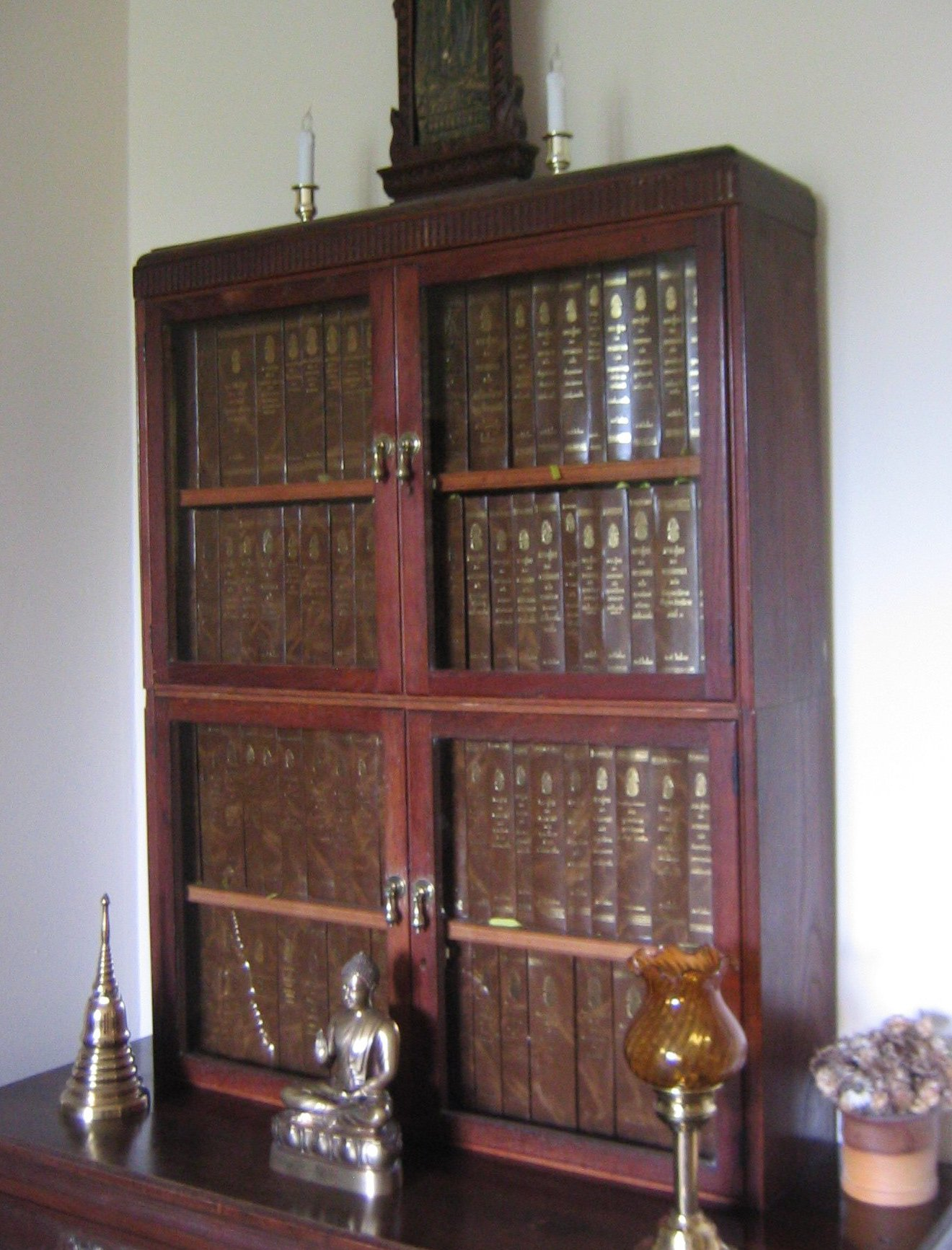
Edição padrão tailandesa do Cânone Páli

O Cânone Pāli também é conhecido como Tripitaka, ou "Três Cestos", do Teravada, porque os manuscritos que continha, inscritos sobre folhas secas de palmeira, eram tradicionalmente guardados em três cestos diferentes.

### Vinaya pitaka
Vinaya pitaka, ou Cesto de Disciplina (Monástica), e a primeira divisão do Cânone Pāli, a qual constitui o suporte da vida monástica do Sangha. Inclui as regras que regulam a vida dos monges (bhikkhus) e monjas (bhikkhunis) mas também contém os procedimentos de convivência e as convenções de etiqueta orientadas para atingir a harmonia tanto na relação entre os membros da vida monástica, como entre estes e os seus seguidores laicos. O Vinaya-pitaka não é, porém, limitado a uma simples lista de regras, pois inclui também as histórias que originaram cada uma destas, com pormenores sobre como Buda solucionava os problemas que iam aparecendo dentro do Sangha e mantinha a harmonia no seio da comunidade que era cada vez maior e diversificada. É composto por 6 volumes.

### Sutta pitaka
Sutta pitaka, ou Cesto de Discursos, é a coleção dos discursos ou sermões, cuja autoria e atribuída geralmente ao próprio Buda e, por vezes, aos seus mais imediatos discípulos. Este Cesto contém o coração dos ensinamentos budistas. É a mais extensa das partes, sendo que os discursos  Suttas estão divididos em 5 volumes ou Nikayas (o número dos volumes corresponde à edição da PTS (Pali Text Society):
1. Dīgha Nikāya, ou Coleção de 34 "Discursos Longos" (3 volumes).
2. Majjhima Nikaya, ou Coleção de 152 "Discursos Médios" (3 volumes).
3. Samyutta Nikaya, ou Coleção de 7762 "Discursos Relacionados", agrupados por tema em 56 secções (samyuttas) (5 volumes).
4. Anguttara Nikaya, ou Coleção de 9950 "Discursos sobre Um Só Tema em Ordem Ascendente", agrupados segundo o número de artigos que se dão em listas (5 volumes).
5. Khuddaka Nikaya, que consiste em 15 "Textos Pequenos" em 20 volumes. Inclui textos de temática variada, muitos deles em verso, que contêm parte do material mais antigo e mais recente do Cânone.[9]

### Abhidhamma pitaka
Abhidhamma pitaka, ou Cesto de Ensinamentos Adicionais, ou Cesto dos Textos Superiores, é a coleção de textos nos quais se abordam os princípios doutrinais presentes nos outros dois Cestos. Estes princípios estão aqui reorganizados e estruturados dentro de um sistema que investiga a natureza da mente e da matéria. É composto por 7 textos em 13 volumes, numa edição.